# Tricycle Theatre
Le Tricycle Theatre est un théâtre situé à Kilburn, dans le quartier londonien de Brent, en Angleterre, sur la Kilburn High Road. Le théâtre a été renommé Kiln Theatre en avril 2018.

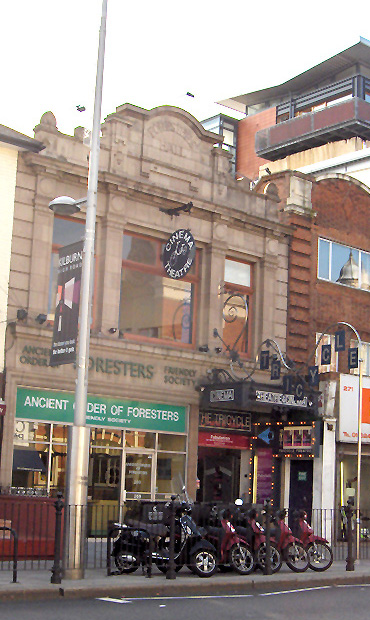
Tricycle Theatre (en 2006).